# Jammerland Bugt
Jammerland Bugt er en bugt i Storebælt mellem Asnæs i nord og Reersø i syd i Kalundborg Kommune. Bugten afvander et område på  556 km², og har  et areal på 139 km²  og har et vandvolumen på 1.100 mio. m³. Bugten har dybder op til ca. 19 m i den nordlige del af bugten.  Der er flere rev i området, et stort ved Asnæs og flere mindre i den sydlige del samt ud mod Storebælt. I området omkring Asnæs er der stejle undersøiske skrænter. Halleby Å munder ud i bugtens sydlige del ved Flasken og Reersø. 
Langs kysten i bunden af bugen ligger sommerhusområderne Svallerup Strand, Bjerge Syd- og Nordstrand samt Onum Strand. Ved Flasken og Reersø Vejle ligger et fredet område, hvor 295 ha strandeng og Fællesfolden med 70 ha  blev fredet i 1979. et område som også er en del af Natura 2000-område nr. 157 Åmose, Tissø, Halleby Å og Flasken og Naturpark Åmosen.

## Vindmølleprojekt
I 2012 kom der planer om en havvindmøllepark hvor firmaet European Energy vil opføre 40 vindmøller mellem seks og otte kilometer ude i bugten.
Det har medført stor modstand og oprettelse af foreningen Beskyt Jammerland Bugt! der har 1300 medlemmer og har klaget til Energistyrelsen over projektets VVM-redegørelse som de kalder for mangelfuld. De frygter at vindmølleparken vil true dyrelivet, og at møllerne  vil skæmme udsigten.